# Johan Svendsen
Johan Severin Svendsen (ur. 30 września 1840 w Oslo, zm. 14 czerwca 1911 w Kopenhadze) – norweski kompozytor i dyrygent.

## Życiorys
Syn muzyka wojskowego, który nauczył syna gry na skrzypcach, klarnecie i flecie. W wieku 9 lat został członkiem orkiestry tanecznej w Oslo, mając 11 lat komponował dla niej tańce i marsze. W 1855 roku wstąpił do armii, gdzie grał na klarnecie w orkiestrze wojskowej. W latach 1857–1859 uczestniczył w koncertach abonamentowych jako skrzypek orkiestry teatralnej, a w 1860 roku debiutował w Bergen jako dyrygent. Pobierał lekcje gry na skrzypcach u Fredrika Ursina i Carla Arnolda. W latach 1863–1867, dzięki otrzymanemu stypendium królewskiemu, studiował w konserwatorium w Lipsku u Ferdinanda Davida, Moritza Hauptmanna, Ernsta Friedricha Richtera i Carla Reineckego. Studia ukończył z pierwszą nagrodą za kompozycję. W 1867 roku dał koncert w rodzinnym Oslo, jednak pomimo pozytywnej opinii ze strony Edvarda Griega spotkał się z chłodnym przyjęciem i wrócił do Lipska. W latach 1868–1870 przebywał w Paryżu. W 1871 roku odwiedził Nowy Jork, gdzie poślubił poznaną wcześniej w Paryżu amerykańską pianistkę Sarę Levett. Po powrocie do Lipska został koncertmistrzem orkiestry Euterpe.
W 1872 roku wziął udział jako skrzypek w prowadzonym przez Richarda Wagnera wykonaniu IX symfonii Ludwiga van Beethovena z okazji otwarcia Teatru Operowego w Bayreuth. W latach 1872–1877 dyrygował koncertami norweskiego towarzystwa muzycznego w Oslo. W 1874 roku otrzymał roczną pensję rządową. W kolejnych latach odwiedził Rzym (1877–1878) i Londyn (1878), następnie po ponownym pobycie w Paryżu powrócił w 1880 roku do Oslo. Od 1883 roku mieszkał w Kopenhadze, gdzie był dyrygentem opery królewskiej i organizatorem corocznych koncertów symfonicznych. Gościnnie występował w Wiedniu, Petersburgu, Moskwie, Helsinkach, Brukseli, Paryżu i Londynie. W 1901 roku rozwiódł się ze swoją pierwszą żoną i poślubił tancerkę Juliette Haase. W 1908 roku przeszedł na emeryturę.
Odznaczony został krzyżem kawalerskim norweskiego Orderu Świętego Olafa oraz komandorią duńskiego Orderu Danebroga i złotym Medalem Zasługi.

## Twórczość
Był najważniejszą obok Edvarda Griega postacią norweskiego życia muzycznego XIX wieku i podobnie jak on był reprezentantem szkoły narodowej w duchu romantycznym, preferując jednak w przeciwieństwie do niego duże formy orkiestrowe. Był pierwszym norweskim symfonikiem. Przejawiał jednak większe zainteresowanie wykonawstwem niż twórczością. Był wysoko ceniony przez współczesnych jako dyrygent.

## Wybrane kompozycje
(na podstawie materiałów źródłowych)

### Utwory orkiestrowe
- Kaprys na skrzypce i orkiestrę (1863)
- 2 symfonie (I D-dur 1867, II B-dur 1874)
- introdukcja symfoniczna do sztuki Bjørnstjerna Bjørnsona Sigurd Slembe (1872)
- epizod symfoniczny Karneval i Paris (1872)
- marsz żałobny dla króla Karola XV (1872)
- Festival Polonaise (1873)
- marsz koronacyjny dla króla Oskara II (1873)
- legenda symfoniczna Zorahayda (1874)
- Norsk kunstnerkarneval (1874)
- fantazja symfoniczna Romeo og Julie (1876)
- 4 rapsodie norweskie (1876)
- Koncert skrzypcowy A-dur (1870)
- Koncert wiolonczelowy d-moll (1870)
- Romans na skrzypce i orkiestrę (1881)
- Polonaise (1882)
- Andante funèbre (1894)
- Preludium (1898)
- wariacje na temat norweskiej pieśni ludowej I fjol gjætt’e gjeitinn na orkiestrę smyczkową (1874)

### Utwory kameralne
- Oktet smyczkowy A-dur (1866)
- Kwintet smyczkowy C-dur (1867)
- Kwartet smyczkowy a-moll (1865)

### Utwory fortepianowe
- polka Anna (1854)
- walc Til saeters (1856)

### Utwory wokalno-instrumentalne
- 2 pieśni na głos i fortepian (1878, 1880)
- 5 pieśni na głos i fortepian (1879)
- 4 pieśni na głos i fortepian (1879)
- 4 kantaty (1881, 1881, 1884, 1892)
- Hymn (1892)

### Balet
- Foraaret kommer (1892)